# 舒马曲普坦
舒马曲普坦（INN：sumatriptan）又译舒马普坦、舒马曲坦 ，是一种曲普坦类药物（triptans），为血清素 5-HT1B/1D/1F 受体激动剂，用于缓解偏頭痛与丛集性头痛。曲普坦类选择性作用于颅内血管和三叉神经的感觉纤维，造成血管收缩和抑制三叉神经活性。
在结构上，舒马曲普坦和蟾毒色胺、5-甲氧基二甲基色胺一样是一种生物碱——二甲基色胺（DMT）的衍生物，其特点是二甲基N-乙酰基团连在吲哚环的5号位C上。
许多制药工厂都有生产舒马曲普坦，并以不同商品名出售，比如舒马普坦（Sumatriptan）、英明格（Imigran）、Imitrex、Treximet等等。